# Etiani Kefala
Etiani Kefala (griechisch Ετιανή Κεφάλα) ist ein 715 Meter hoher Berg im Osten der griechischen Insel Kreta. Auf ihm befindet sich eine archäologische Stätte, deren Funde auf ein minoisches Gipfelheiligtum deuten. Der Berg befindet sich in der Gemeinde Sitia, südwestlich des Ortes Etia und östlich von Lithines.
Die ersten archäologischen Funde an diesem Ort wurden 1959 gemacht und später, 1971, wurde die Stätte von Costis Davaras erkundet. Es wurden Überreste eines Gebirgsschutzgebiets gefunden, das in der Zeit des Mittelminoischen I und des Mittelminoischen II in Gebrauch war. Es wurden keine architektonischen Überreste gefunden, aber es wurden anthropomorphe Figuren, Tierfiguren, Kieselsteine und Töpferwaren gefunden. Diese werden im Archäologischen Museum von Agios Nikolaos aufbewahrt.